# Siamesisch-Birmanischer Krieg 1593–1600
Der Siamesisch-Birmanische Krieg von 1593–1600 wurde vom siamesischen König Naresuan begonnen, um die Gefahr durch die Birmanen aus Pegu zu vermindern und, wenn möglich, Birma zu erobern.

## Vorgeschichte
1593 vertrieb König Naresuan (reg. 1590 bis 1605) nach seinem Sieg in der Schlacht von Nong Sarai mit dem legendären Elefantenduell die Birmanen endgültig aus der zentralen Ebene des Mae Nam Chao Phraya und machte das Königreich Ayutthaya auch faktisch wieder unabhängig von der birmanischen Oberhoheit. Bereits 1584 hatte er seine Vasallentreue gegenüber dem König von Pegu aufgekündigt (spätere Geschichtsschreiber interpretierten dies als „Unabhängigkeitserklärung“), was zum Siamesisch-Birmanischen Krieg (1584–1593) geführt hatte. Er wollte nun die Schwächung des Reichs der birmanischen Taungu-Dynastie sowohl ausnutzen als auch noch weiter vorantreiben, indem er die birmanischen Besitzungen auf der Malaiischen Halbinsel bedrohte.

## Verlauf
Naresuans Truppen nahmen 1593 zunächst die Küstenstadt Tavoy, das zuvor bereits zu Sukhothai und Ayutthaya gehört hatte. Auch die umliegenden Landstriche wurden besetzt, ehe Naresuan weiter nach Norden aufbrach, um Moulmein und Martaban unter siamesische Kontrolle zu bringen. Nach Kämpfen im Osten von Ayutthaya nahm Naresuan 1594 nebenbei die kambodschanische Hauptstadt Lovek (Khmer: លង្វែក) ein und half im Jahr darauf Chiang Mai gegen Angriffe Luang Prabangs. 
1596 wandte sich Naresuan wieder auf birmanisches Gebiet und trieb dessen Truppen von der Malaiischen Halbinsel zur Hauptstadt Pegu, wo daraufhin ein Aufstand gegen König Nandabayin ausbrach. Naresuan sah seinen Vorteil, besetzte Pegu und konnte es für einige Zeit halten. Die Aufständischen nahmen daraufhin die Staatsangelegenheiten in ihre eigenen Hände, ermordeten König Nanda Bayin 1599 und konnten die siamesischen Truppen schließlich vertreiben.

## Folgen
Die Erschütterung der Macht des birmanischen Königs infolge der Einnahme Pegus durch Naresuan führte in der Folge zum Chaos im Reich und letztlich zu dessen Auflösung in unorganisierte Kleinstaaten. Birma war in den kommenden 150 Jahren nicht in der Lage, Ayutthaya zu bedrohen.